# Plèione (estrella)
Plèione, oficialment Pleione (28 del Taure / 28 Tauri), és el nom d'un estel del cúmul obert de les Plèiades a la constel·lació de Taure. S'hi troba a uns 440 anys llum de distància del sistema solar.
Com la resta de les Plèiades, Plèione és un estel de tipus espectral B i, juntament amb Astèrope (21 Tauri), és la menys calenta, i la seva temperatura efectiva és de 12 000 K. De tipus espectral B8Vpe, és un estel de la seqüència principal, a diferència d'altres estels de les Plèiades que són gegants o subgegants. És 190 vegades més lluminosa que el Sol i el seu radi és 3,2 vegades més gran que el radi solar. Té una massa estimada de 3,4 masses solars.
La principal peculiaritat de Plèione és el seu espectre característic, amb emissions d'hidrogen que apareixen en determinades longituds d'ona, estant classificada com una estrella Be. Aquestes emissions provenen d'un anell de gas que envolta a l'estel, i que es relaciona amb la seva alta velocitat de rotació de 329 km/s en l'equador, 165 vegades major que la del Sol. Així mateix, en cicles de 17 i 34 anys, l'estel passa per fases d'estel B normal, estrella Be i estrella Be amb embolcall. Tot això provoca canvis irregulars en la seva lluminositat, estant catalogada com una variable del tipus Gamma Cassiopeiae. Rep la denominació de variable BU Tauri, variant la seva lluentor entre magnitud aparent +4,77 i +5,50.